# トッレアーノ
トッレアーノ（伊: Torreano）は、イタリア共和国フリウリ＝ヴェネツィア・ジュリア州ウーディネ県にある、人口約2,000人の基礎自治体（コムーネ）。

## 名称
標準イタリア語以外では以下の名称を持つ。
- フリウリ語: Toreàn
- スロベニア語: Tavorjana

## 地理

### 位置・広がり

#### 隣接コムーネ
隣接するコムーネは以下の通り。括弧内のSLOはスロベニア領を示す。
- カポレット (Caporetto) (SLO)
- チヴィダーレ・デル・フリウーリ
- ファエーディス
- モイマッコ
- プルフェロ
- サン・ピエトロ・アル・ナティゾーネ

### 気候分類・地震分類
トッレアーノにおけるイタリアの気候分類 (it) および度日は、zona E, 2435 GGである。
また、イタリアの地震リスク階級 (it) では、zona 2 (sismicità media) に分類される。